# Pustertallaine
Die Pustertallaine ist ein ganzjähriges Fließgewässer im Estergebirge in Bayern. Sie entsteht in einem Kessel auf der Nordostseite der Hohe Kisten. Im weiteren Verlauf mündet sie von links in der Schlucht der Kessellaine in ebendiese.